# Hermann Berghaus
Hermann Berghaus (født 16. november 1828 i Herford, død 3. december 1890 i Gotha) var en tysk kartograf. Han var Heinrich Berghaus' nevø. 
Berghaus kom 1852 ind i Justus Perthes' geografiske anstalt i Gotha. Foruden flere blade til de Stielerske og Sydowske atlas leverede han Allgemeine Weltkarte in Mercators Projektion (4 blade 1859), det udbredte Chart of the World (8 blade 1863), Physikalische Wandkarte von Europa (9 blade) og Physikalische Wandkarte von Afrika (6 blade 1881). Endvidere fremstillede han skoleatlas og skolevægkort. 1886—92 udgav han en forbedret udgave af sin onkels store Physikalische Atlas.